# Contea autonoma Zhuang e Yao di Lianshan
La contea autonoma Zhuang e Yao di Lianshan (连山壮族瑶族自治县S, Liánshān Zhuàngzú Yáozú ZìzhìxiànP) è una contea della Cina, situata nella provincia del Guangdong e amministrata dalla prefettura di Qingyuan.